# Krzyż Kawalerski
Krzyż Kawalerski – jedna z klas orderów, zwykle najniższa (V klasa przy klasycznym podziale na pięć klas), wieszana na wstążce na lewej piersi wśród innych medali i odznaczeń.
W Polsce:
- Krzyż Kawalerski Orderu Virtuti Militari – III klasa
- Krzyż Kawalerski Orderu Odrodzenia Polski – V klasa
- Krzyż Kawalerski Orderu Krzyża Wojskowego – V klasa
- Krzyż Kawalerski Orderu Zasługi RP – V klasa

Krzyż Kawalerski Orderu Virtuti Militari
Krzyż Kawalerski Orderu Odrodzenia Polski
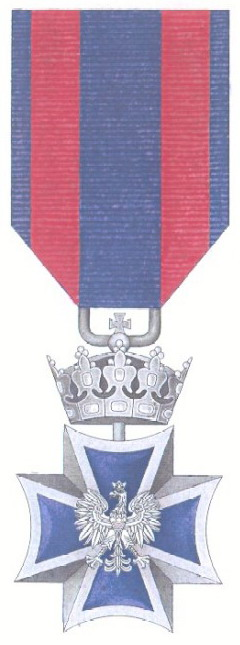
Krzyż Kawalerski Orderu Krzyża Wojskowego

W innych krajach (przykładowo):
- Krzyż Kawalerski Orderu św. Stefana (Węgry)
- Krzyż Kawalerski Orderu Karola III (Hiszpania)
- Krzyż Kawalerski Orderu Witolda Wielkiego (Litwa)
- Krzyż Kawalerski Orderu Wojskowego Wilhelma (Holandia)
- Krzyż Kawalerski Orderu Zasługi (Liechtenstein)
- Krzyż Kawalerski Orderu Ferdynanda I (Rumunia)